# Liolaemus josei
Liolaemus josei este o specie de șopârle din genul Liolaemus, familia Tropiduridae, descrisă de Fernando Abdala în anul 2005. Conform Catalogue of Life specia Liolaemus josei nu are subspecii cunoscute.